# Caïeu
Pour les articles homonymes, voir Gousse (homonymie).

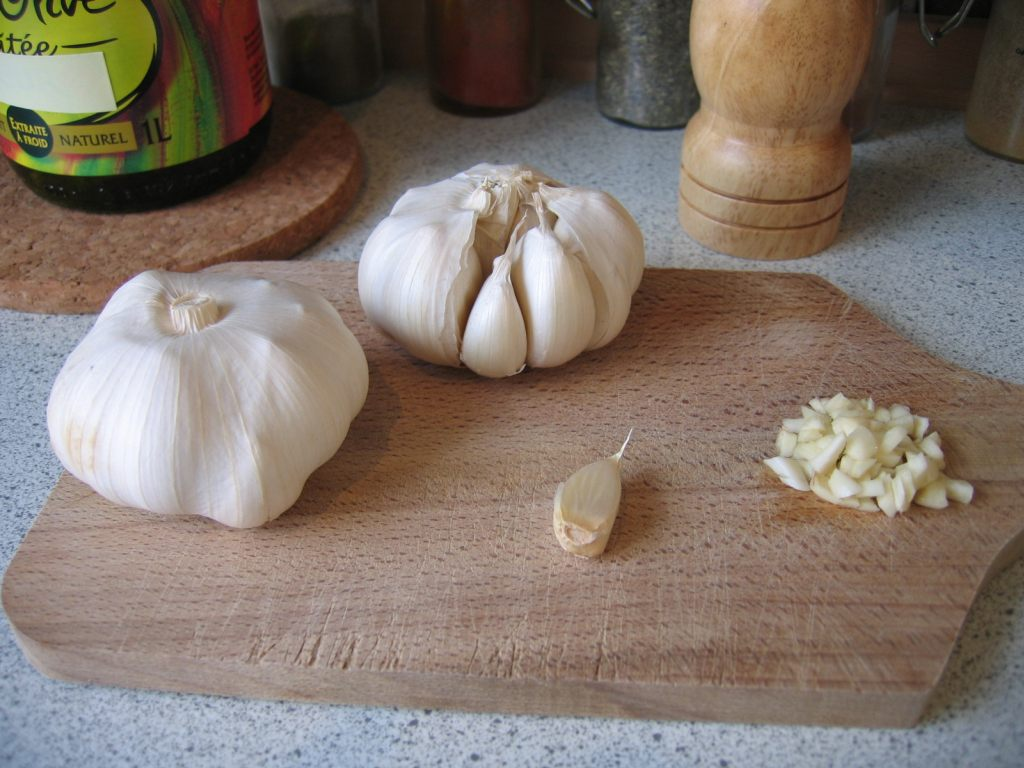
De gauche à droite : une tête d'ail, une tête d'ail en partie épluchée, une gousse d'ail (le caïeu), une gousse d'ail émincée.

Un caïeu ou  cayeu, en botanique, est un jeune bulbe produit par un bulbe principal. Le caïeu, dont la « gousse » d'ail est l'exemple le plus familier, ne comprend généralement qu'une seule gaine foliaire renflée, dépourvue de limbe, avec à sa base un bourgeon.
Pour La Quintinye « Caïeux se dit en fait d'oignons de fleurs, et ce sont de petits commencements d'autres oignons ».

## Étymologie
Mot normand (attesté pour la première fois dans La Muse Normande de David Ferrand 1625 - 1651) signifiant "chiot", du latin catellus (qui a aussi donné le français chiot), employé par métaphore pour désigner les "bébés oignons". Noter la même image dans le roumain cățel "chiot", cățel de usturoi "gousse d'ail". Vendée cabot d'ail id.

## Morphologie
Suivant le cas le caïeu nait à l'aisselle d'une écaille d'un bulbe à côté du bulbe, au-dessus, au-dessous ou de sa substance même,.

### Caïeux produits à côté du bulbe
- Le bulbe de tulipe.

### Caïeux produits à la place du bulbe
Pour l'ail, chaque caïeu mis en terre donne un nouveau bulbe formé de 3 à 20 caïeux.
Le bulbe du safran Crocus sativus donne de petits globules bruns d'environ 4,5 centimètres de diamètre et fournit jusqu'à dix caïeux, qui produiront de nouvelles plantes.